# Rosoy (Yonne)
Rosoy es una localidad y comuna francesa situada en la región de Borgoña, departamento de Yonne, en el distrito de Sens y cantón de Sens-Sud-Est.
La comuna de Rosoy fue absorbida en 1979 por Sens, de la que dista 7 kilómetros, formando una única comuna, pero volvió a ser una localidad independiente oficialmente el 12 de febrero de 2008.

## Demografía
| 239 | 249 | 257 | 270 | 277 | 268 | 299 | 288 | 274 | 270 | 266 | 262 | 240 | 240 | 251 | 234 | 235 | 222 | 224 | 207 | 210 | 196 | 213 | 193 | 246 | 262 | 336 | 387 | 1 071 |
| Para los censos de 1962 a 1999 la población legal corresponde a la población sin duplicidades (Fuente: INSEE [Consultar]) |     |     |     |     |     |     |     |     |     |     |     |     |     |     |     |     |     |     |     |     |     |     |     |     |     |     |     |       |

En el censo de 2008, primero después de la separación, Rosoy contaba con 786 habitantes.
Entre sus edificios destaca la iglesia de Saint-Barthélemy, reconstruida en 1703.